# Malisch-portugiesische Beziehungen
Die malisch-portugiesischen Beziehungen beschreiben das zwischenstaatliche Verhältnis von Mali und Portugal. Die Länder unterhalten seit 1976 direkte diplomatische Beziehungen.
Die bilateralen Beziehungen sind problemfrei, wenngleich schwach ausgeprägt. Wichtigster Berührungspunkt war zuletzt die Beteiligung portugiesischen Militärs an der UN-Mission MINUSMA und den europäischen Missionen EUCAP Sahel Mali und EUTM Mali, daneben sind das Engagement portugiesischer Hilfsorganisationen und der schwache, aber steigende bilaterale Handel wesentlichste Berührungspunkte. Die portugiesische NGO Assistência Médica Internacional führte bereits mehrmals Hilfsprojekte in Mali durch.
Im Jahr 2019 waren in Portugal 52 Bürger Malis gemeldet, die Hälfte im Großraum Lissabon. Im Gegenzug war 2014 ein portugiesischer Staatsbürger konsularisch in Mali gemeldet, Personal bei UN- und EU-Einsätzen in Mali nicht mitgezählt.

## Geschichte

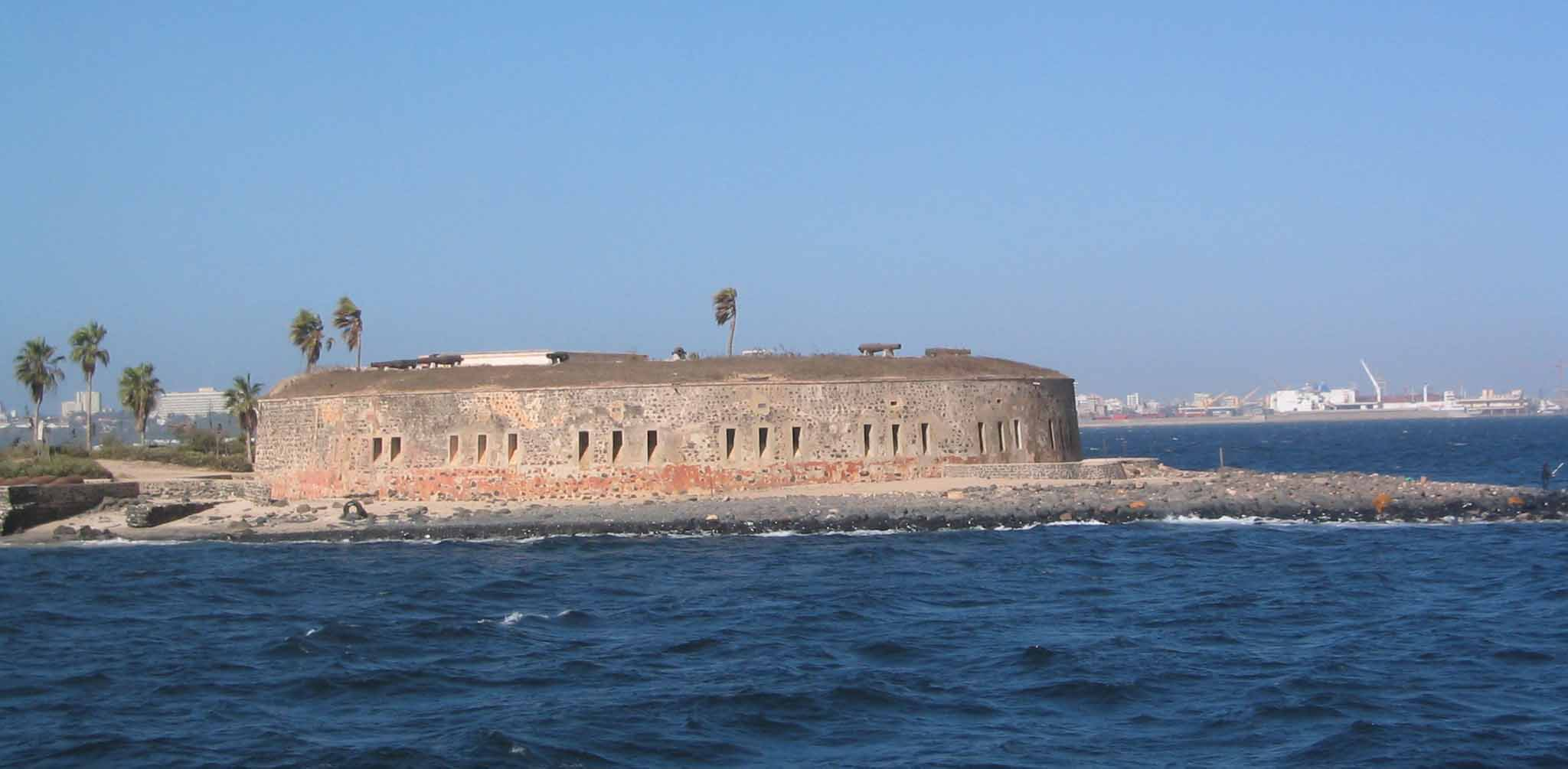
Die auf die Portugiesen zurückgehende Festung auf der Insel Gorée: bei Ankunft der Portugiesen 1444 gehörte Gorée nicht mehr zum Malireich.

Im Zuge der portugiesischen Expansion kamen portugiesische Entdeckungsreisende in der ersten Hälfte des 15. Jahrhunderts auch in die Nähe des heutigen Malis. Bedeutende Beziehungen zum Malireich und dem folgenden Songhaireich entwickelten sich danach kaum, da die Portugiesen vor allem an Handelsstützpunkten an der Küste interessiert blieben. Zudem war der Untergang des Malireichs bereits weit fortgeschritten, und das Songhaireich trieb vor allem auf den Routen nach Marokko Handel.
Nach der malischen Unabhängigkeit 1960 näherten sich das antikommunistische und kolonialistische Salazar-Regime in Portugal und das sozialistisch orientierte Mali nicht weiter an. Nach der Nelkenrevolution 1974 und dem 1975 abgeschlossenen Ende der portugiesischen Kolonialkriege in Afrika
änderte sich die Außenpolitik Portugals grundlegend. Am 17. Dezember 1976 nahmen auch Mali und Portugal direkte diplomatische Beziehungen auf. Am 1. September 1978 akkreditierte sich erstmals ein portugiesischer Botschafter in Mali. Eine eigene Botschaft eröffnete Portugal bisher nicht in Mali, der portugiesische Vertreter im Senegal bzw. inzwischen der in Algerien wird dazu in Mali doppelakkreditiert.
Mit Wirkung zum 27. November 2000 schlossen beide Länder ein allgemeines Kooperationsabkommen.
Nach Ausbruchs des Konflikts in Nordmali 2012 beteiligte sich Portugal aktiv mit Militär und Transportgerät (u. a. eine CASA C-295 mit Besatzung) an der UN-Friedensmission in Mali und an EU-Initiativen. Im Juni 2017 kam dort bei einem Terroranschlag ein portugiesischer Sargento-adjunto um. Er war der 20. Tote bei Auslandseinsätzen der Portugiesischen Streitkräfte seit 1992, als Portugal erstmals seit der Nelkenrevolution 1974 wieder Militär ins Ausland entsandte.
Zum Zeitpunkt des Militärputschs in Mali am 19. August 2020 standen noch 74 portugiesische Soldaten im Land.

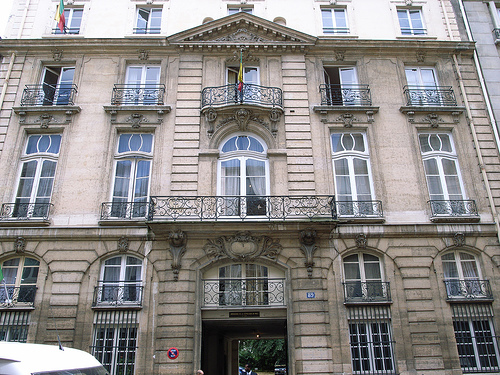
Die Botschaft Malis in Paris. Portugal gehört zu ihrem Amtsbezirk.

## Diplomatie
Portugal unterhält keine eigene Botschaft in Mali, zuständig ist der portugiesische Botschafter in der algerischen Hauptstadt Algier (vorher der Vertreter Portugals in der senegalesischen Hauptstadt Dakar).
Auch Mali hat keine eigene Botschaft in Portugal, seine Vertretung in Paris ist auch für Portugal zuständig.
Auch gegenseitige Konsulate haben Mali und Portugal bisher nicht eröffnet (Stand 2019).

## Wirtschaft

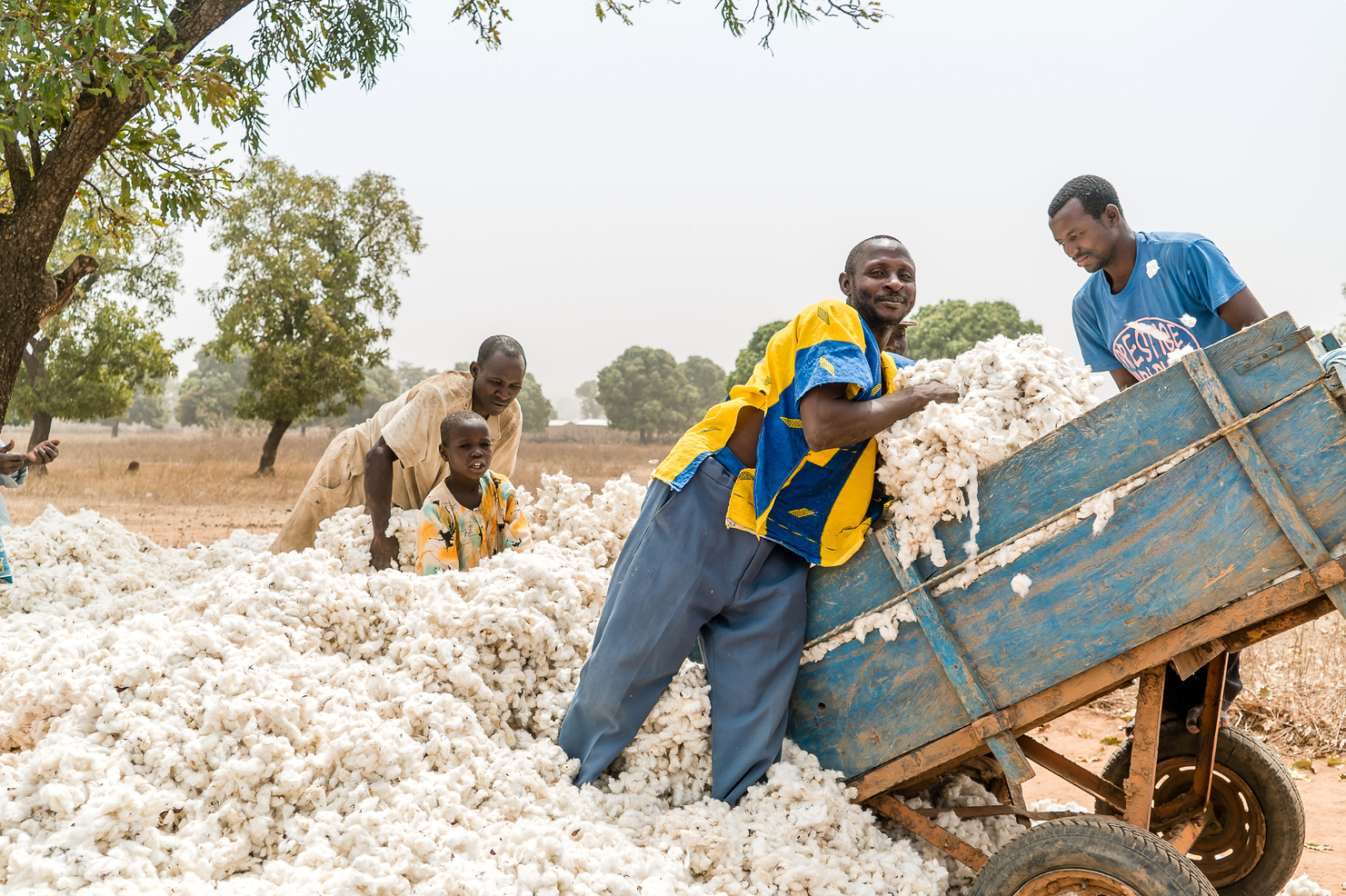
Baumwollernte in Fama, Kreis Sikasso: Baumwolle ist das Hauptexportgut Malis nach Portugal, von wo u. a. Haushaltsgeräte, Thermometer, Möbel und Bauteile nach Mali gehen.

Der bilaterale malisch-portugiesische Handel ist im Wachstum begriffen, jedoch weiterhin schwach ausgeprägt. Das gegenseitige Handelsvolumen blieb im Jahr 2016 mit 9,654 Mio. Euro unter der 10-Mio.-Marke. 51 portugiesische Unternehmen trieben 2016 Handel mit Mali.
Im Jahr 2016 exportierte Portugal Waren im Wert von 4,485 Mio. Euro nach Mali (2015: 4,151 Mio.; 2014: 4,511 Mio.; 2013: 4,043 Mio.; 2012: 2,774 Mio.), davon 28,3 % Maschinen und Geräte, 10,1 % Metallwaren, 6,8 % Fahrzeuge und Fahrzeugteile, 5,6 % Minerale und Erze, und  5,3 % Holz und Kork.
Im gleichen Zeitraum lieferte Mali Waren im Wert von 5,169 Mio. Euro an Portugal (2015: 5,959 Mio.; 2014: 1,355 Mio.; 2013: 0,895 Mio.; 2012: 0,262 Mio.), davon 97,6 % textile Stoffe (insbesondere Baumwolle und seine Erzeugnisse) und 2,3 % Lebensmittel (insbesondere Fruchtzubereitungen).
Damit stand Mali für den portugiesischen Außenhandel an 105. Stelle als Abnehmer und an 111. Stelle als Lieferant, während Portugal im malischen Außenhandel an 13. Stelle unter den Abnehmern und an 46. Stelle unter den Lieferanten stand.
Die portugiesische Außenhandelskammer AICEP unterhält keine Niederlassung in Mali, zuständig ist die AICEP-Niederlassung in der senegalesischen Hauptstadt Dakar.

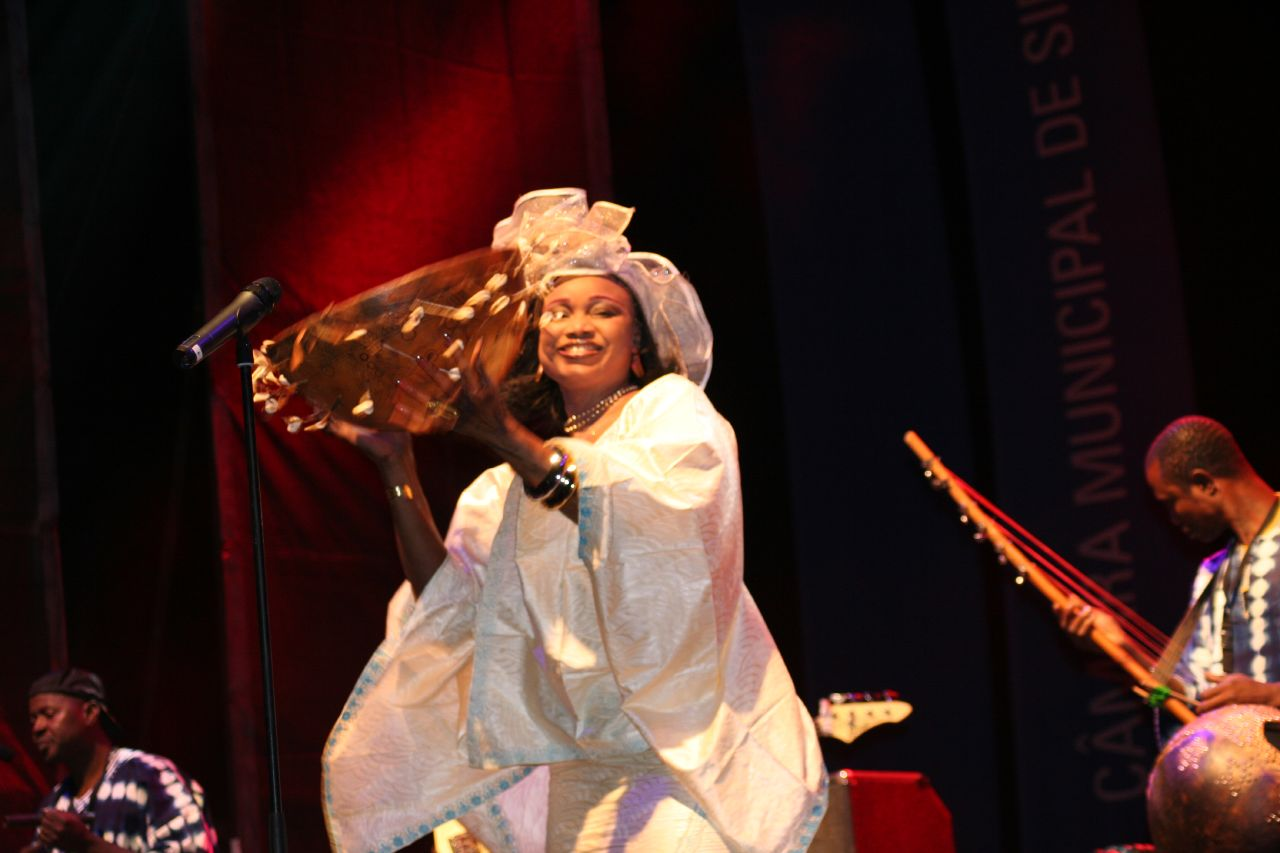
Oumou Sangaré beim FMM Festival das Musicas do Mundo in Sines (2007).

## Kultur
Mangels gegenseitiger Vertretungen gibt es auch nur wenig gegenseitige Ausstellungen oder Veranstaltungen, die von den jeweiligen Botschaften üblicherweise initiiert oder gefördert werden. Auch das portugiesische Kulturinstitut Instituto Camões ist nicht in Mali tätig.
Musiker aus Mali treten dagegen häufig in Portugal auf, zu nennen insbesondere die regelmäßigen Auftritte malischer Künstler beim FMM Festival das Musicas do Mundo, dem wichtigsten Weltmusikfestival in Portugal. Neben dem bekannten Salif Keïta im Jahr 2015 traten hier mehrmals das blinde Duo Amadou & Mariam, die Sängerin Rokia Traoré, der Kora-Spieler Toumani Diabaté, die Sängerin Fatoumata Diawara oder auch die Sängerin Oumou Sangaré auf. Weitere Musiker aus Mali beim FMM bisher waren der Ngoni-Spieler Bassekou Kouyaté, die Band Tinariwen, das Projekt N’Diale (Jacky Molard Quartet & Founé Diarra Trio), der Musiker Cheick Tidiane Seck, Tamikrest, Mamani Keita, Vieux Farka Touré u. v. a. 2013 war hier auch das malisch-portugiesische Projekt Imidiwan zu sehen.

## Sport

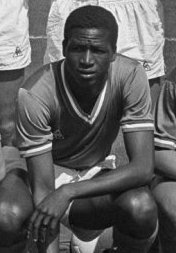
Salif Keïta 1968 im Trikot von AS Saint-Étienne. 1976 wechselte er zu Sporting Lissabon und gewann dort 1978 den Landespokal. Seit 2005 ist er Präsident des malischen Fußballverbands FMF.

Fußball gilt in beiden Ländern als beliebteste Sportart. Die Malische Fußballnationalmannschaft und die Nationalelf Portugals der Männer sind jedoch bisher noch nicht aufeinander getroffen. Auch die Malische und die Portugiesische Fußballnationalmannschaft der Frauen spielten bisher noch nicht gegeneinander, und die malischen Frauen waren bislang auch noch nicht beim portugiesischen Algarve-Cup vertreten. (Stand März 2020)
Bei der Junioren-Fußballweltmeisterschaft 1999 in Nigeria traten Portugal und Mali zusammen in der Vorrundengruppe D an. Das direkte Duell gewann Mali 2:1 und kam als Gruppenerster, Portugal als Gruppenzweiter weiter. Mali schloss das Turnier als Dritter, Portugal schied im Achtelfinale aus.
Malische Fußballer treten häufiger auch für portugiesische Teams an, darunter Nationalspieler wie Idrissa Coulibaly (FC Arouca), Mourtala Diakité (mehrere Klubs), Moussa Marega (mehrere Klubs), Hadi Sacko (Sporting Lissabon), Falaye Sacko (Vitória Guimarães), Issoufi Maïga (mehrere Klubs), Modibo Sagnan (CD Tondela) oder Adama Traoré (Rio Ave FC). Nationalspieler Kalifa Cissé begann 2004 seine Profikarriere bei GD Estoril Praia und wechselte von dort 2005 zu Boavista Porto (bis 2007). Nationalspieler Boubakar Kouyaté kam über die zweite Mannschaft von Sporting Lissabon nach Europa.
Der hochrangige malische Funktionär und verdiente frühere Nationalspieler Salif Keïta spielte von 1976 bis 1979 bei Sporting Lissabon und wurde 1978 Portugiesischer Pokalsieger.